# Atalanta Bergamasca Calcio 1930-1931
Questa pagina raccoglie i dati riguardanti l'Atalanta Bergamasca Calcio nelle competizioni ufficiali della stagione 1930-1931.

## Stagione
La stagione 1930-1931 fu all'insegna delle rivoluzioni, sia sul piano societario, sia sul piano tecnico-tattico.
Alla vigilia del torneo assume la presidenza il senatore Antonio Pesenti che si presenta ben volenteroso a centrare la promozione.

Il nuovo presidente instaurò subito dei buoni rapporti con la Juventus (rapporti che sarebbero durati per più di ottant'anni) che portarono un consistente afflusso di rinforzi da Torino, tra cui l'allenatore-giocatore ungherese József Violak (italianizzato Giuseppe Viola).

Quest'ultimo porta a Bergamo un nuovo modulo tattico (il famigerato doppio W danubiano) inaugurando anche una specie di moderno turnover che lo porta a ruotare spesso gli undici in campo.

I risultati arrivano e l'Atalanta si ritrova per tutto il campionato nelle prime posizioni.

La promozione però sfuma per un soffio alla penultima giornata quando il Bari, diretta concorrente dei neroazzurri, si impone a Bergamo dopo che gli atalantini avevano sbagliato un rigore con Simonetti.
La Coppa Italia non viene disputata.

## Organigramma societario
Area direttiva
- Presidente: Antonio Pesenti
- Vice Presidenti: Ferruccio Gatti
- Amministratore: Antonio Gambirasi
- Segretari: ?
- Cassiere: Oreste Onetto
- Consiglieri: ?

Area tecnica
- Allenatore: József Violak

Area sanitaria
- Massaggiatore: Leone Sala

## Rosa
| N. |                   | Ruolo | Calciatore          |
| -- | ----------------- | ----- | ------------------- |
|    | Italia (bandiera) | P     | Carlo Ceresoli      |
|    | Italia (bandiera) | D     | Riccardo Cornolti   |
|    | Italia (bandiera) | D     | Francesco Bettoni   |
|    | Italia (bandiera) | D     | Giuseppe Mortarotti |
|    | Italia (bandiera) | C     | Amerigo Bedetti     |
|    | Italia (bandiera) | C     | Vittorio Casati     |
|    | Italia (bandiera) | C     | Emilio Scarpellini  |
|    | Italia (bandiera) | C     | Francesco Simonetti |
|    | Italia (bandiera) | C     | Luigi Tentorio      |
|    | Italia (bandiera) | C     | Giovanni Varasi     |

| N. |                     | Ruolo | Calciatore       |
| -- | ------------------- | ----- | ---------------- |
|    | Ungheria (bandiera) | C     | József Violak    |
|    | Italia (bandiera)   | C     | Giuseppe Volta   |
|    | Italia (bandiera)   | A     | Alfredo Barisone |
|    | Italia (bandiera)   | A     | Romano Buschi    |
|    | Italia (bandiera)   | A     | Giacomo Cornolti |
|    | Italia (bandiera)   | A     | Ugo Lodi         |
|    | Italia (bandiera)   | A     | Giulio Panzeri   |
|    | Italia (bandiera)   | A     | Mario Paniati    |
|    | Italia (bandiera)   | A     | Renato Sanero    |

## Calciomercato
| Acquisti | Acquisti            | Acquisti | Acquisti   |
| R.       | Nome                | da       | Modalità   |
| -------- | ------------------- | -------- | ---------- |
| D        | Giuseppe Mortarotti | Juventus | definitivo |
| C        | Amerigo Bedetti     | Clarense | definitivo |
| C        | József Violak       | Juventus | definitivo |
| A        | Alfredo Barisone    | Juventus | definitivo |
| A        | Mario Paniati       | Pavia    | definitivo |
| A        | Renato Sanero       | Juventus | definitivo |
| A        | Giuseppe Bonomi     | Alzano   | definitivo |

| Cessioni | Cessioni            | Cessioni         | Cessioni      |
| R.       | Nome                | a                | Modalità      |
| -------- | ------------------- | ---------------- | ------------- |
| P        | Gino Perani         | Pro Patria       | definitivo    |
| D        | Ettore Boninsegna   | Taranto          | definitivo    |
| D        | Antonio Perduca     | Legnano          | definitivo    |
| A        | Federico Baj        |                  | fine attività |
| D        | Luigi Baj           | Ardens           | definitivo    |
| A        | Giacomo Bruschieri  |                  | fine attività |
| A        | Giorgio Delvai      | Audax et Fortis  | definitivo    |
| A        | Giuseppe Galimberti | Isotta Fraschini | definitivo    |
| A        | Arnaldo Nebbia      | Perugia          | definitivo    |
| A        | Pietro Pasinetti    |                  | fine attività |
| A        | Giuseppe Facoetti   | nessuna squadra  | fine attività |

## Risultati

### Serie B

#### Girone d'andata
| Arbitro: | Beretta (Novi Ligure) |

|                                  |           |                        |
| Modotti 4’ Agosti 78’ Frossi 85’ | Marcatori | 50’ Sanero 58’ Panzeri |

| Parma 5 ottobre 1930 2ª giornata | Parma             | 0 – 0 | Atalanta | Stadio Ennio Tardini\| Arbitro: \| Garbieri (Genova) \| |
| Arbitro:                         | Garbieri (Genova) |       |          |                                                         |

| Arbitro: | Mazza (Genova) |

|                                                  |           |                            |
| Panzeri 27’ Renato Sanero 33’, 44’, 50’ Lodi 87’ | Marcatori | 36’ Perazzolo 89’ Prendato |

| Arbitro: | D'Alessandro (Vercelli) |

|                               |           |  |
| Renato Sanero 18’ Bedetti 27’ | Marcatori |  |

| Arbitro: | Scorzoni (Bologna) |

|                                  |           |                 |
| Trovati 41’ Bonizzoni 63’ (rig.) | Marcatori | 18’, 26’ Sanero |

| Verona 2 novembre 1930 6ª giornata | Verona             | 0 – 0 | Atalanta | Stadio Vecchio Bentegodi\| Arbitro: \| Tagliabue (Milano) \| |
| Arbitro:                           | Tagliabue (Milano) |       |          |                                                              |

| Arbitro: | Malagodi (Ferrara) |

|                       |           |  |
| Sanero 7’ Bedetti 64’ | Marcatori |  |

| Bergamo 16 novembre 1930 8ª giornata | Atalanta           | 0 – 0 | Fiorentina | Stadio Mario Brumana\| Arbitro: \| Turbiani (Ferrara) \| |
| Arbitro:                             | Turbiani (Ferrara) |       |            |                                                          |

| Arbitro: | Bevilacqua (Viareggio) |

|             |           |          |
| Ruffino 43’ | Marcatori | 71’ Lodi |

| Arbitro: | Scarpi (Dolo]) |

|                       |           |  |
| Buschi 17’ Sanero 54’ | Marcatori |  |

| Arbitro: | Bertoli (Vicenza) |

|                            |           |  |
| Barisone 34’ Simonetti 73’ | Marcatori |  |

| Arbitro: | Beretta (Novi Ligure) |

|              |           |  |
| Giannone 66’ | Marcatori |  |

| Arbitro: | Pessato (Monfalcone) |

|            |           |                                           |
| Carrera 3’ | Marcatori | 39’ Panzeri 75’ Barisone 82’ F. Simonetti |

| Arbitro: | Giulini (Lodi) |

|                          |           |  |
| Simonetti 61’ Buschi 68’ | Marcatori |  |

| Arbitro: | Beretta (Novi Ligure) |

|             |           |           |
| Paniati 60’ | Marcatori | 48’ Pacor |

| Bari 18 gennaio 1931 16ª giornata | Bari          | 0 – 0 | Atalanta | Campo degli Sports\| Arbitro: \| Scarpi (Dolo) \| |
| Arbitro:                          | Scarpi (Dolo) |       |          |                                                   |

| Arbitro: | Mattea (Torino) |

|                 |           |                                    |
| Gola 35’ (rig.) | Marcatori | 5’ Buschi 6’ Lodi 11’ F. Simonetti |

#### Girone di ritorno
| Arbitro: | Barlassina (Novara) |

|                                            |           |                                   |
| Paniati 22’ (rig.) Sanero 53’ Barisone 69’ | Marcatori | 30’ Vittorio 65’ Tavano 80’ Zilli |

| Bergamo 15 febbraio 1931 19ª giornata | Atalanta       | 0 – 0 | Parma | Stadio Mario Brumana\| Arbitro: \| Sani (Ferrara) \| |
| Arbitro:                              | Sani (Ferrara) |       |       |                                                      |

| Arbitro: | Brighenti (Trento) |

|                                       |           |                         |
| V. Gravisi 20’ Gamba 22’ Prendato 48’ | Marcatori | 86’ Panzeri 87’ Paniati |

| Arbitro: | Turbiani (Ferrara) |

|  |           |                                         |
|  | Marcatori | 34’, 45’, 75’ F. Simonetti 86’ Barisone |

| Arbitro: | D'Alessandro (Vercelli) |

|                                               |           |                         |
| Barisone 6’ Buschi 8’ Panzeri 18’ Bedetti 64’ | Marcatori | 36’ Dossena 51’ Trovati |

| Arbitro: | Mattea (Torino) |

|                                       |           |            |
| Sanero 5’ Bedetti 14’ G. Cornolti 31’ | Marcatori | 16’ Bugini |

| Arbitro: | Scarpi (Dolo) |

|                         |           |  |
| Ravetta 7’ A. Galli 22’ | Marcatori |  |

| Arbitro: | Casetta (Milano) |

|            |           |  |
| Rivolo 80’ | Marcatori |  |

| Arbitro: | Garbieri (Genova) |

|                            |           |  |
| Bedetti 16’, 55’ Volta 87’ | Marcatori |  |

| Arbitro: | Bevilacqua (Viareggio) |

|              |           |            |
| Barisone 52’ | Marcatori | 10’ Gorini |

| Arbitro: | Lenti (Genova) |

|                              |           |                                                      |
| F. Innocenti 17’ Gambino 80’ | Marcatori | 16’ Barisone 42’ (rig.) R. Cornolti 77’, 88’ Bedetti |

| Arbitro: | Beretta (Novi Ligure) |

|                                                             |           |  |
| Panzeri 25’ Bedetti 68’, 83’ Lodi 77’ R.Cornolti 80’ (rig.) | Marcatori |  |

| Arbitro: | Scorzoni (Bologna) |

|              |           |               |
| Gereschi 29’ | Marcatori | 49’ Simonetti |

| Arbitro: | Dani (Genova) |

|            |           |  |
| Papini 87’ | Marcatori |  |

| Arbitro: | Bartolini (Pisa) |

|                              |           |                                         |
| Snidersich 24’ Spanghero 72’ | Marcatori | 43’, 67’ Simonetti 73’ Lodi 77’ Bedetti |

| Arbitro: | Lenti (Genova) |

|  |           |             |
|  | Marcatori | 26’ Bottaro |

| Arbitro: | Dall'Era (Brescia) |

|          |           |                                      |
| Lodi 86’ | Marcatori | 10’ Taverna I 20’ Arneri 35’ Spinola |

## Statistiche

### Statistiche di squadra
| Competizione | Punti | In casa | In casa | In casa | In casa | In casa | In casa | In trasferta | In trasferta | In trasferta | In trasferta | In trasferta | In trasferta | Totale | Totale | Totale | Totale | Totale | Totale | DR  |
| Competizione | Punti | G       | V       | N       | P       | Gf      | Gs      | G            | V            | N            | P            | Gf           | Gs           | G      | V      | N      | P      | Gf     | Gs     | DR  |
| ------------ | ----- | ------- | ------- | ------- | ------- | ------- | ------- | ------------ | ------------ | ------------ | ------------ | ------------ | ------------ | ------ | ------ | ------ | ------ | ------ | ------ | --- |
| Serie B      | 41    | 17      | 10      | 5       | 2       | 36      | 14      | 17           | 5            | 6            | 6            | 26           | 21           | 34     | 15     | 11     | 8      | 62     | 35     | +27 |

### Statistiche dei giocatori
| Giocatore      | Serie B  | Serie B |
| Giocatore      | Presenze | Reti    |
| -------------- | -------- | ------- |
| A. Barisone    | 31       | 7       |
| A. Bedetti     | 21       | 11      |
| F. Bettoni     | 30       | 0       |
| R. Buschi      | 27       | 4       |
| V. Casati      | 30       | 0       |
| C. Ceresoli    | 34       | 0       |
| G. Cornolti    | 3        | 1       |
| R. Cornolti    | 33       | 2       |
| U. Lodi        | 21       | 6       |
| G. Mortarotti  | 6        | 0       |
| M. Paniati     | 7        | 3       |
| G. Panzeri     | 12       | 6       |
| R. Sanero      | 27       | 11      |
| E. Scarpellini | 3        | 0       |
| F. Simonetti   | 24       | 10      |
| L. Tentorio    | 11       | 0       |
| G. Varasi      | 3        | 0       |
| J. Violak      | 21       | 0       |
| G. Volta       | 30       | 1       |